# 坛罐花科
坛罐花科(Siparunaceae)共有2属约75种，分布在中南美洲的坛罐花属(Siparuna)和西非的玉爵桂属(Glossocalyx)。
本科植物都是乔木，单叶对生，常绿，叶片有腺点，无托叶，芳香，可以提炼香精油。
1981年的克朗奎斯特分类法将其列入玉盘桂科，1998年根据基因亲缘关系分类的APG 分类法认为应该单独分出一个科，仍然放在樟目中。

## 下属分类
本科包括以下属：
- 玉爵桂属 Glossocalyx Benth.
- 坛罐花属 Siparuna Aubl.